# Malakula

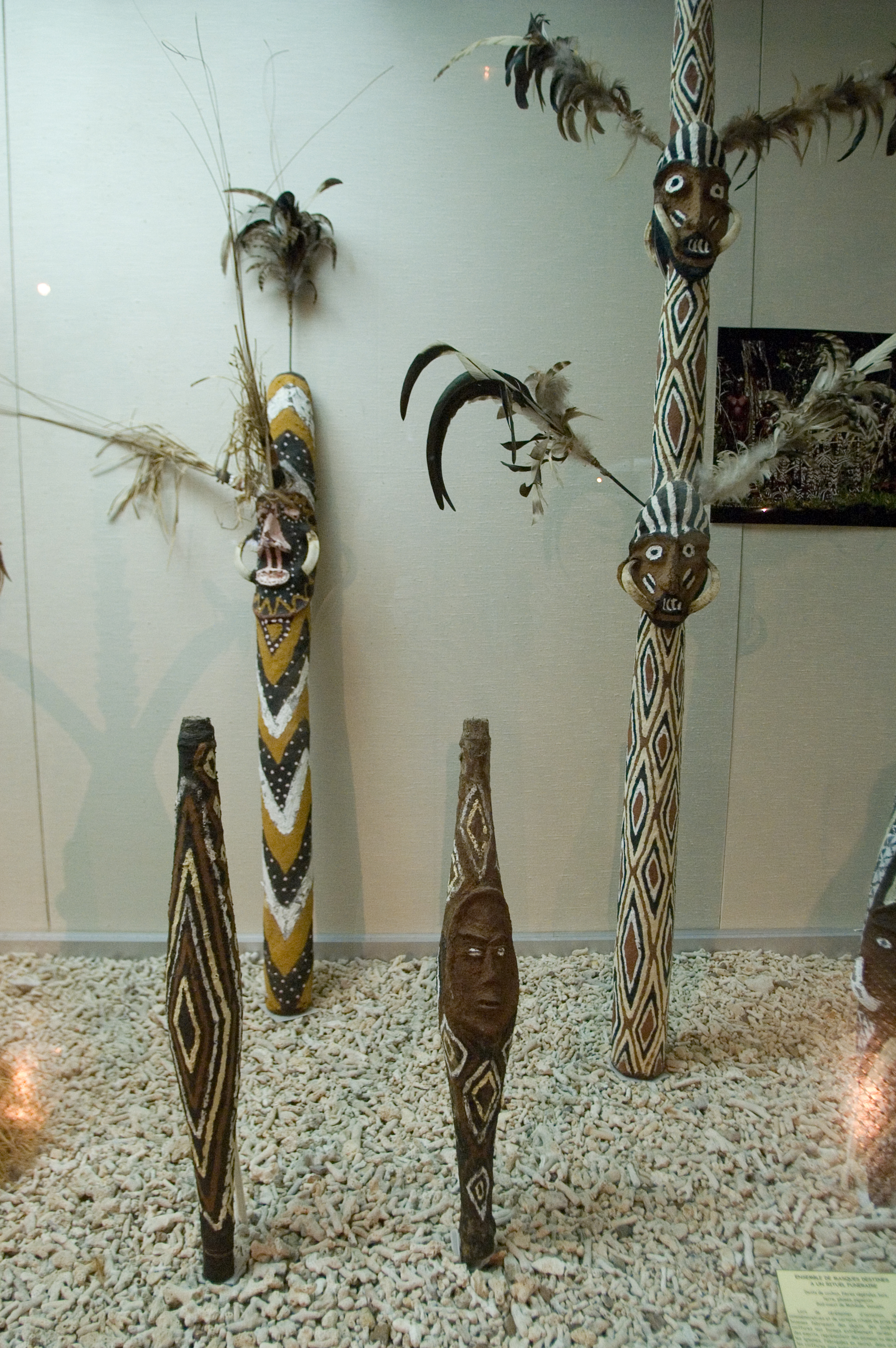
Begrafenismaskers

Malakula is een eiland in Vanuatu, behorend tot de provincie Malampa. Het is 2005 km² groot en het hoogste punt is 892 m. De hoofdstad is Lakatoro.

## Beschrijving
Geschiedenis In 1606 ontdekte Pedro Fernández de Quirós als eerste Europeaan die het eiland. Het eiland werd vooral bekend door een uitgebreide studie in 1914/15 door de Britse antropoloog John Layard. Het museum voor archeologie van de Universiteit van Cambridge beschikt daardoor over een collectie van 400 foto's die tijdens dit onderzoek zijn gemaakt.

Bevolking Hoewel er minder dan 23.000 mensen wonen, worden er bijna 30 verschillende talen gesproken. Tot in de 20ste eeuw bestond bij de hogere klasse de gewoonte om bij kinderen door strak inbinden de vorm van de schedel te veranderen.

Middelen van bestaan De economie van het eiland is voornamelijk op landbouw en speciaal op de productie van kopra gebaseerd, voor al aan de oostkust en in het noorden. De grootste kokospalmplantage staat in Norsup iets ten noorden van Lakatoro, waar het administratieve centrum van het eiland en de provincie Malampa ligt. Daar zijn winkels, een markthal, een bijkantoor van de National Bank of Vanuatu. Het provinciale ziekenhuis staat in Norsup, beide plaatsen hebben 24 uur elektriciteit.

Vervoer Er zijn twee landings- en startbanen voor vliegtuigen en er lopen wegen vooral aan de oostkant van het eiland van de noordpunt naar de zuidpunt.

Toerisme Het eiland is bergachtig, ruig en rijk bebost, maar via wandelroutes goed begaanbaar. De stranden, koraalriffen en kleine eilanden in de buurt maken het tot een ideaal gebied voor duiktourisme en  vogels kijken. Er zijn natuurgebieden waaronder het 1000 ha grote   Nagha mo Pineia Protected Area in het noordwesten met zowel savannelandschap als regenbos in de hoger gelegen delen. Langs de gehele oostkust zijn bungalows te huur.

Fauna De endemische  vogelsoorten op het eiland zijn de vanuatujufferduif, kastanjebuikijsvogel, witbuikhoningeter en vanuatubrilvogel.
De volgende zoogdieren komen er voor: de Polynesische rat (Rattus exulans) (geïntroduceerd),  twee soorten vleerhonden: Pteropus anetianus en de tongavleerhond  (Pteropus tonganus) en vijf soorten vleermuizen , Aselliscus tricuspidatus, Hipposideros cervinus, Miniopterus australis, Miniopterus macrocneme en Myotis adversus.